# Siergiej Dmitrijew (polityk)
Siergiej Wasiljewicz Dmitrijew, lit. Sergej Dmitrijev, ros. Сергей Васильевич Дмитриев (ur. 10 listopada 1959 w Wilnie) – litewski polityk, działacz rosyjskiej mniejszości na Litwie, w latach 2000–2004 i 2012–2016 poseł na Sejm Republiki Litewskiej.

## Życiorys
W 1983 ukończył studia w instytucie pedagogicznym w Smoleńsku, specjalizując się w zakresie nauczania języka angielskiego i historii, po czym służył w Armii Radzieckiej.
Po odzyskaniu przez Litwę niepodległości od 1990 zajmował się działalnością biznesową. W latach 1992–1993 studiował na jednej z moskiewskich uczelni. Po utworzeniu w 1995 Związku Rosjan Litwy został jego przewodniczącym. Kierował tym ugrupowaniem do czasu jego wyrejestrowania w 2021.
Po podpisaniu przez jego organizację przed wyborami parlamentarnymi w 2000 umowy koalicyjnej z lewicą skupioną wokół Algirdasa Brazauskasa uzyskał mandat poselski (jako jeden z trzech przedstawicieli LRS), który sprawował do 2004. W wyborach do Parlamentu Europejskiego w 2004 startował z pierwszego miejsca wspólnej listy wyborczej Akcji Wyborczej Polaków na Litwie i Związku Rosjan Litwy, nie uzyskując mandatu. Bez powodzenia startował również w wyborach krajowych w tym samym roku (z listy AWPL) i w 2008 (jako lider listy partyjnej LRS).
W 2002 został członkiem rady koordynacyjnej centrum zajmującego się obroną praw Rosjan. W wyborach samorządowych z 2007 wybrano go na jednego z dwóch radnych Związku Rosjan Litwy w Wilnie. W wyborach w 2011 nie uzyskał reelekcji. Przed wyborami do Sejmu w 2012 podpisał porozumienie z Partią Pracy, z listy krajowej tego ugrupowania powrócił do parlamentu. W 2016 nie został ponownie wybrany. W 2019 został natomiast kolejny raz wybrany na radnego Wilna. W następnym roku ponownie bez powodzenia kandydował do Sejmu.
Jego siostrą jest działaczka polityczna Larisa Dmitrijeva.